# In li-tô lập thể

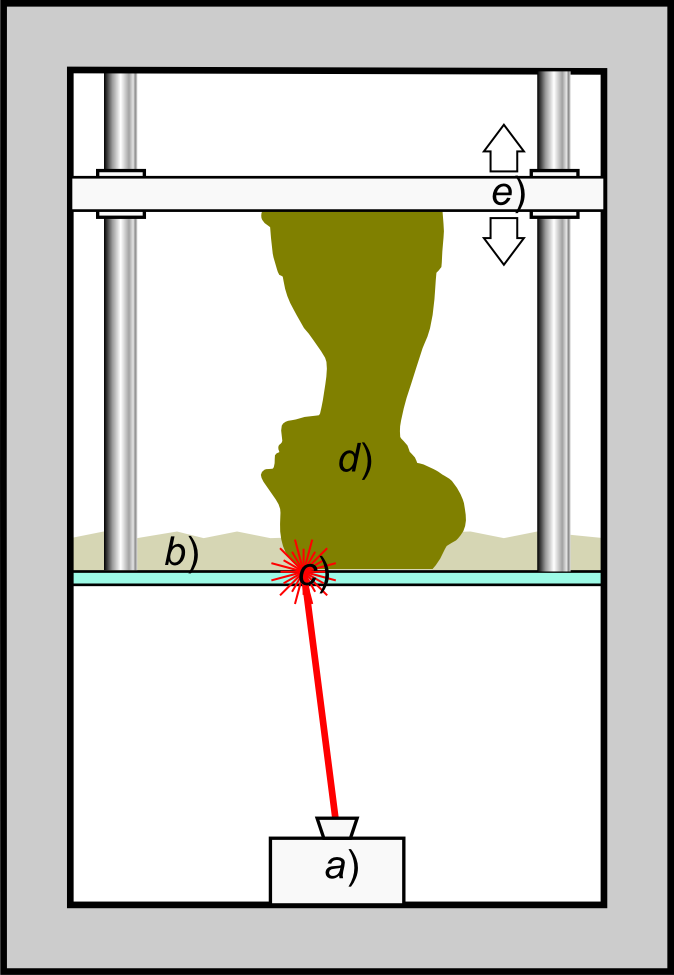
Biểu diễn sơ đồ của In li-tô lập thể: một thiết bị phát sáng a) (laser hoặc DLP) chiếu sáng đáy trong suốt có chọn lọc c) một bể b) chứa đầy một nhựa polyme hóa lỏng cảm quang. Nhựa đã được cố định d) được kéo dần lên bằng một bệ nâng)

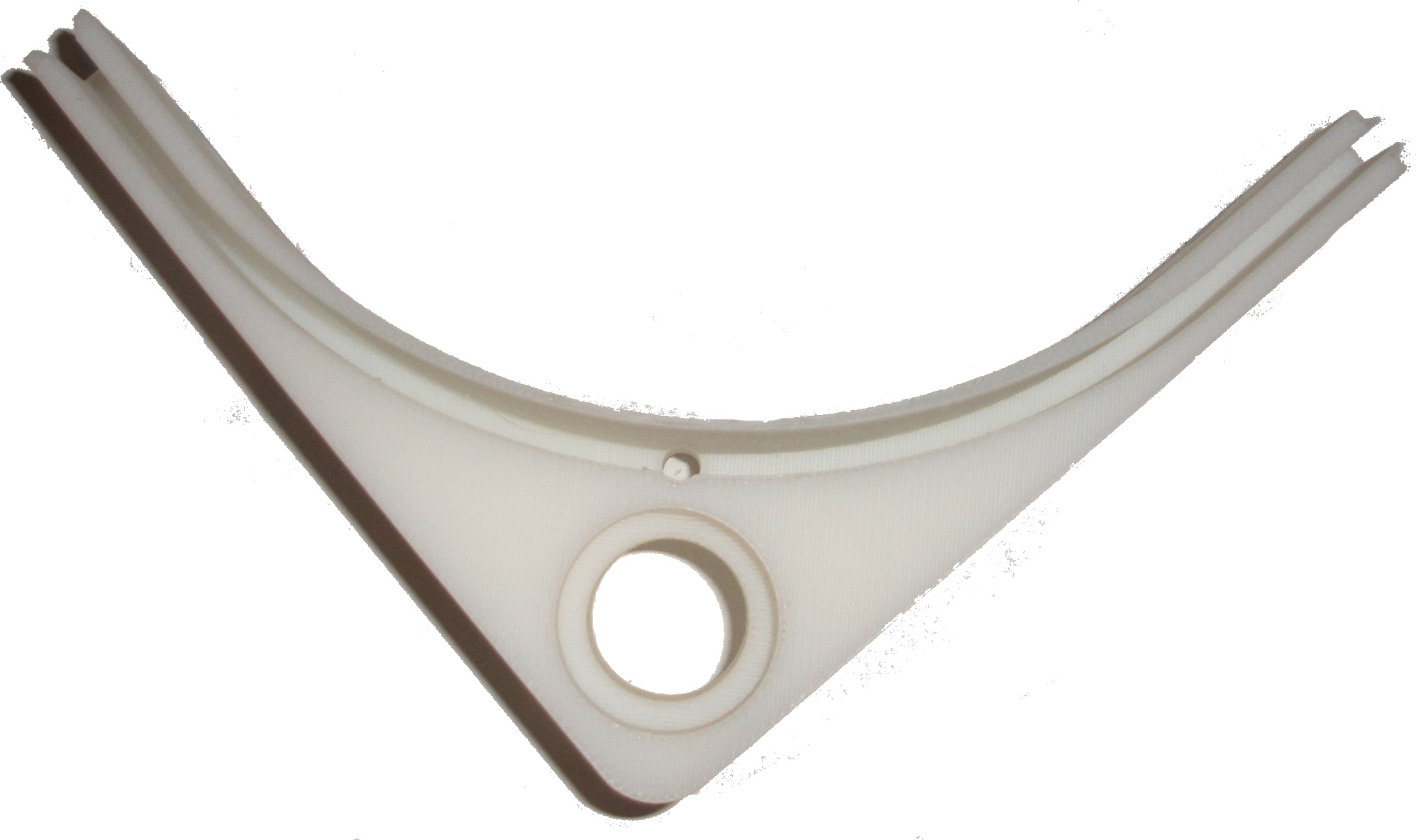
Một chi tiết được sản xuất bằng công nghệ SLA

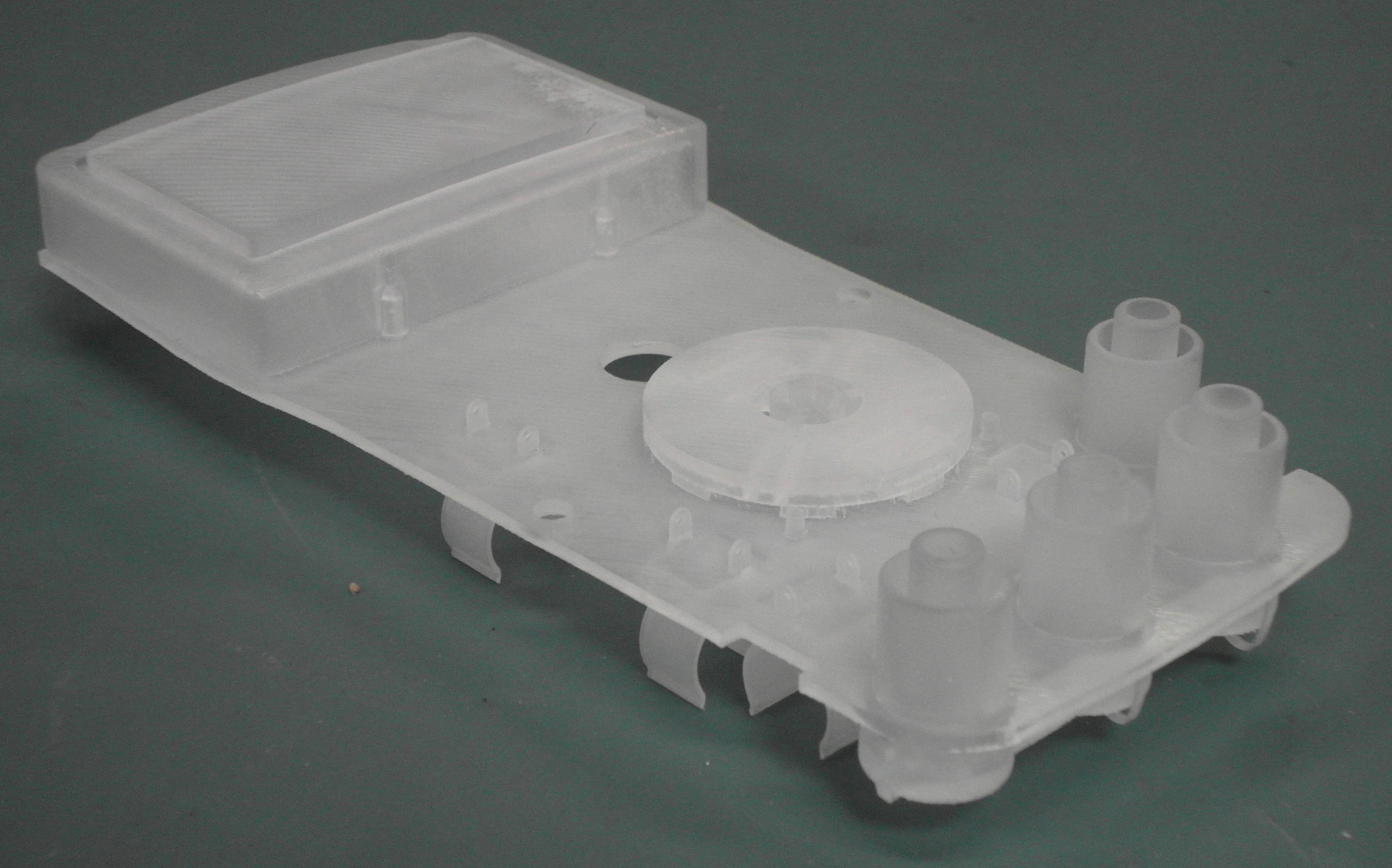
Một ví dụ về bảng mạch in SLA với các thành phần khác nhau để mô phỏng sản phẩm cuối cùng.

In li-tô lập thể (SLA hoặc SL; còn được gọi là thiết bị in li-tô lập thể, chế tạo quang học, đông đặc quang học hoặc in nhựa) là một dạng công nghệ in 3D được sử dụng để tạo mô hình, nguyên mẫu, mẫu và sản xuất các bộ phận theo từng lớp bằng cáchquang trùng hợp polyme, một quá trình mà ánh sáng gây ra chuỗi các phân tử liên kết, tạo thành các polyme. Những polyme đó tạo thành vật thể rắn ba chiều. Nghiên cứu trong lĩnh vực này đã được tiến hành trong những năm 1970, nhưng thuật ngữ này được Chuck Hull đặt ra vào năm 1984 khi ông nộp đơn xin cấp bằng sáng chế về quy trình này năm 1986. Có thể sử dụng in li-tô lập thể để tạo ra những thứ như nguyên mẫu cho sản phẩm trong thiết kế ban đầu, các mô hình y tế và phần cứng máy tính cũng như nhiều ứng dụng khác. Tuy in li-tô lập thể nhanh và có thể sản xuất được hầu hết các thiết kế nhưng nó cũng khá đắt tiền.

## Lịch sử
In li-tô lập thể hay in "SLA" là công nghệ in 3D sớm và được sử dụng rộng rãi. Đầu những năm 1980, nhà nghiên cứu Nhật Bản Hideo Kodama lần đầu tiên phát minh ra phương pháp tiếp cận theo lớp hiện đại đối với phép lập thể bằng cách sử dụng ánh sáng cực tím để đông cứng các polyme cảm quang. Năm 1984, ngay trước khi Chuck Hull nộp bằng sáng chế, Alain Le Mehaute, Olivier de Witte và Jean Claude André đã nộp một bằng sáng chế cho quá trình in li-tô lập thể. Đơn xin cấp bằng sáng chế của các nhà phát minh Pháp đã bị Công ty General Electric của Pháp (nay là Alcatel-Alsthom) và CILAS (The Laser Consortium) từ bỏ. Le Mehaute tin rằng việc từ bỏ phản ánh một vấn đề với sự đổi mới ở Pháp.
Tuy nhiên, thuật ngữ "in li-tô lập thể" được Chuck Hull đặt ra vào năm 1984 khi ông nộp bằng sáng chế cho quá trình này. Chuck Hull được cấp bằng sáng chế in li-tô lập thể như một phương pháp tạo ra các đối tượng 3D bằng cách liên tục "in" các lớp mỏng của một đối tượng bằng cách sử dụng một phương thức đông cứng bằng tia cực tím, bắt đầu từ lớp dưới cùng đến lớp trên cùng. Bằng sáng chế của Hull mô tả một chùm tia tử ngoại tập trung tập trung vào bề mặt của một thùng chứa đầy chất lỏng polyme cảm quang. Chùm tia được tập trung vào bề mặt của chất lỏng photopolymer, tạo ra mỗi lớp của đối tượng 3D mong muốn bằng cách liên kết ngang (tạo liên kết giữa các phân tử trong polyme). Nó được phát minh với mục đích cho phép các kỹ sư tạo ra nguyên mẫu thiết kế của họ theo cách hiệu quả hơn. Sau khi bằng sáng chế được cấp vào năm 1986, Hull đồng sáng lập công ty in 3D đầu tiên trên thế giới, 3D Systems để thương mại hóa công nghệ này.
Thành công của in li-tô lập thể trong ngành công nghiệp ô tô cho phép in 3D để đạt được trạng thái công nghiệp và công nghệ tiếp tục cho thấy những ứng dụng sáng tạo trong nhiều lĩnh vực nghiên cứu. Các nỗ lực đã được thực hiện để xây dựng các mô hình toán học của các quy trình in li-tô lập thể và để thiết kế các thuật toán để xác định xem một đối tượng đề xuất có thể khóa được xây dựng bằng cách sử dụng in 3D hay không.

## Công nghệ
In li-tô lập thể là một quá trình sản xuất bồi đắp hoạt động bằng cách tập trung tia cực tím (UV) vào một thùng nhựa cảm quang. Với sự trợ giúp của các  phần mềm hỗ trợ sản xuất bằng máy tính hoặc hỗ trợ thiết kế bằng máy tính (CAM / CAD), laser UV được sử dụng để vẽ một thiết kế hoặc hình dạng được lập trình sẵn trên bề mặt của thùng nhựa cảm quang. Nhựa cảm quang nhạy cảm với ánh sáng cực tím, vì vậy nhựa được quang hóa rắn  và tạo thành một lớp đơn của đối tượng 3D mong muốn. Sau đó, nền tảng xây dựng hạ xuống một lớp và một lớp nhựa lỏng mới tiếp tục nằm trên đỉnh của bể chứa. Quá trình này được lặp lại từng lớp từng lớp cho đến khi đối tượng 3D hoàn tất. Các bộ phận đã hoàn thành phải được rửa bằng dung môi để làm sạch nhựa ướt khỏi bề mặt của chúng.
Nó cũng có thể in các đối tượng "từ dưới lên" bằng cách sử dụng một thùng với một đáy trong suốt và tập trung tia cực tím hoặc laser trùng hợp màu xanh đậm chiếu ngược lên từ đáy thùng. Một máy li-tô lập thể đảo ngược bắt đầu in bằng cách hạ thấp nền tảng xây dựng để chạm vào đáy thùng chứa nhựa, sau đó di chuyển lên trên một đoạn bằng  chiều cao của một lớp. Tia laser UV sau đó viết lớp dưới cùng của chi tiết mong muốn thông qua đáy thùng trong suốt. Sau đó, thùng được "lắc", uốn cong và tách đáy thùng ra khỏi lớp polyme cảm quang đã cứng; vật liệu cứng được tách ra từ đáy thùng và vẫn gắn liền với nền tảng xây dựng dang đi lên, và chất lỏng cảm quang mới chảy vào từ các cạnh của chi tiết được xây dựng một phần. Tia laser UV sau đó viết lớp thứ hai từ dưới lên và lặp lại quá trình. Một lợi thế của chế độ từ dưới lên này là khối lượng xây dựng có thể lớn hơn nhiều so với thùng, và chỉ cần đủ polyme cảm quang cần thiết để giữ cho đáy thùng xây dựng liên tục đầy loại nhựa cảm quang. Cách tiếp cận này là điển hình của máy in SLA để bàn, trong khi phương pháp tiếp cận chiếu nguồn sáng từ phía trên bên phải là phổ biến hơn trong các hệ thống công nghiệp.
In li-tô lập thể đòi hỏi việc sử dụng các cấu trúc hỗ trợ gắn vào bàn nâng để ngăn chặn sai lệch do trọng lực, chống lại áp lực thành bên từ lưỡi dao nhựa, hoặc giữ lại các phần mới được tạo ra trong quá trình in "vat rocking". Hỗ trợ thường được tạo tự động trong quá trình chuẩn bị các mô hình CAD và cũng có thể được thực hiện thủ công. Trong cả hai trường hợp, các hỗ trợ phải được gỡ bỏ thủ công sau khi in.

## Ứng dụng

### Mô hình hóa trong y tế

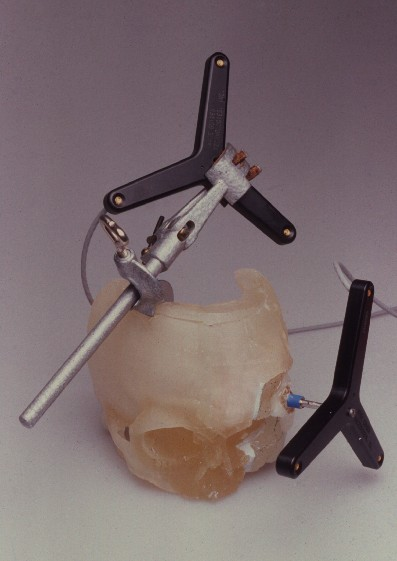
Mô hình hộp sọ in li-tô lập thể

Các mô hình lập thể đã được sử dụng trong y học từ những năm 1990, để tạo mô hình 3D chính xác của các khu vực giải phẫu khác nhau của bệnh nhân, dựa trên dữ liệu từ quét máy tính. Mô hình y tế liên quan đến việc thu CT, MRI hoặc các phương pháp quét khác đầu tiên. Dữ liệu này bao gồm một loạt các hình ảnh cắt ngang giải phẫu người. Trong những hình ảnh này, các mô khác nhau xuất hiện dưới dạng các mức xám khác nhau. Chọn một loạt các giá trị màu xám cho phép các mô cụ thể được phân lập. Sau đó, một vùng quan tâm được chọn và tất cả các điểm ảnh được kết nối với điểm đích trong phạm vi giá trị màu xám đó sẽ được chọn. Điều này cho phép chọn một cơ quan cụ thể. Quá trình này được gọi là phân đoạn. Sau đó, dữ liệu được phân đoạn có thể được dịch sang định dạng phù hợp với in li-tô lập thể. Trong khi in li-tô lập thể thường chính xác, độ chính xác của một mô hình y tế phụ thuộc vào nhiều yếu tố, đặc biệt là người vận hành thực hiện phân đoạn một cách chính xác. Có những lỗi tiềm năng có thể xảy ra khi tạo mô hình y tế sử dụng in li-tô lập thể nhưng có thể tránh được nếu được thực hành nhiều và được đào tạo tốt.
Các mô hình lập thể được sử dụng như một trợ giúp để chẩn đoán, lập kế hoạch trước phẫu thuật và thiết kế và sản xuất cấy ghép. Điều này có thể liên quan đến việc lập kế hoạch ví dụ và tập luyện đục xương. Các bác sĩ phẫu thuật sử dụng các mô hình để giúp lên kế hoạch phẫu thuật nhưng các chuyên viên phục hình và kỹ thuật viên cũng sử dụng các mô hình như một sự trợ giúp cho việc thiết kế và sản xuất các bộ cấy ghép phù hợp. Các mô hình y tế thường được sử dụng để giúp đỡ trong việc xây dựng các tấm Cranioplasty ví dụ.

### Tạo mẫu
In li-tô lập thể thường được sử dụng cho các bộ phận tạo mẫu. Đối với một mức giá tương đối thấp, In li-tô lập thể có thể tạo ra các nguyên mẫu chính xác, ngay cả các hình dạng bất thường. Các doanh nghiệp có thể sử dụng các nguyên mẫu đó để đánh giá thiết kế sản phẩm của họ hoặc công khai cho sản phẩm cuối cùng.

## Ưu nhược điểm

### Ưu điểm
Một trong những ưu điểm của stereolithography là tốc độ của nó; các bộ phận chức năng có thể được sản xuất trong vòng một ngày. Khoảng thời gian cần thiết để sản xuất một phần phụ thuộc vào độ phức tạp của thiết kế và kích thước. Thời gian in có thể kéo dài từ nhiều giờ đến hơn một ngày. Nhiều máy in 3D có thể sản xuất các bộ phận có kích thước tối đa khoảng 50 × 50 × 60 cm (20 × 20 × 24 in) [cần nguồn] và một số máy in có khả năng sản xuất các bộ phận đơn dài hơn 2 mét. Nguyên mẫu và thiết kế được chế tạo bằng lập thể đủ bền để gia công và có thể sử dụng để làm mẫu cho ép phun hoặc các quá trình đúc kim loại khác.

### Nhươc điểm
Mặc dù đồ đá nổi có thể được sử dụng để sản xuất hầu như bất kỳ thiết kế tổng hợp nào nó thường tốn kém; nhựa cảm quang phổ biến có thể có giá khoảng $ 800 mỗi gallon và máy SLA có thể có giá $ 250,000 Gần đây, sự quan tâm của công chúng đối với in 3D đã truyền cảm hứng cho thiết kế của một số máy SLA tiêu dùng có thể có giá $ 3,500 hoặc ít hơn, chẳng hạn như Ilios Photon 2 của Ilios 3D, Form 2 bởi Formlabs hoặc Nobel 1.0 của XYZPrinting. Ngoài ra còn có giảm chi phí của các loại nhựa polyme cảm quang siêu dẻo
.